# Conus montillai
Espèce
Conus montillai est une espèce de mollusques gastéropodes marins de la famille des Conidae.
Comme toutes les espèces du genre Conus, ces escargots sont prédateurs et venimeux. Ils sont capables de « piquer » les humains et doivent donc être manipulés avec précaution, voire pas du tout.

## Taxonomie

### Publication originale
L'espèce Conus montillai a été décrite pour la première fois en 1985 par le malacologiste allemand Dieter Röckel (d) dans « Heldia »,.

### Synonymes
- Conus (Splinoconus) montillai Röckel, 1985 · appellation alternative
- Nitidoconus montillai (Röckel, 1985) · non accepté
- Rolaniconus montillai (Röckel, 1985) · non accepté